# Championnat d'Europe féminin de rugby à XV 2023
Ne doit pas être confondu avec Championnat d'Europe de rugby à XV 2022-2023 ou Championnat d'Europe de rugby à XV 2023-2024.
Navigation
2022 2024
Le Championnat d'Europe féminin de rugby à XV 2023 (Women's Championship 2023) est organisé par Rugby Europe du 11 au 25 février 2023.

## Format
Comme l'année précédente, trois équipes participent à ce tournoi. La compétition a donc lieu sous la forme de phase de poule. L'Espagne remporte le tournoi grâce à ses deux victoires sur les Pays-Bas et la Suède.

## Championship

### Classement
| Rang | Club        | J | V | N | D | Bo | Bd | Pm  | Pe  | Diff | Pts |
| ---- | ----------- | - | - | - | - | -- | -- | --- | --- | ---- | --- |
| 1    | Espagne (T) | 2 | 2 | 0 | 0 | 2  | 0  | 160 | 5   | +155 | 10  |
| 2    | Pays-Bas    | 2 | 1 | 0 | 1 | 1  | 0  | 38  | 82  | -44  | 5   |
| 3    | Suède       | 2 | 0 | 0 | 2 | 0  | 0  | 17  | 128 | -111 | 0   |

|  | Vainqueur du tournoi     |
|  | T : Tenant du titre 2022 |

### Matchs
| 11 février 2023 15 h 50 | Pays-Bas bo | 38 - 12 (33 - 5) | Suède                                                                            | NRCA Stadium, Amsterdam 2 000 spectateurs Arbitre : Adèle Robert |
| 11 février 2023 15 h 50 | Essai(s) : 6 Veerkamp (13e, 19e, 34e), Donkersloot (26e), van Hattem (36e, 56e) Transformation(s) : 4 van Hattem (14e, 20e, 35e, 37e) Carton(s) jaune(s) : 1 Prins (69e) | Rapport          | Essai(s) : 2 Mahlberg (18e), Jacobsson (66e) Transformation(s) : 1 Nilsson (67e) | NRCA Stadium, Amsterdam 2 000 spectateurs Arbitre : Adèle Robert |
| 11 février 2023 15 h 50 | | Rapport          |                                                                                  | NRCA Stadium, Amsterdam 2 000 spectateurs Arbitre : Adèle Robert |

| 19 février 2023 13 h 50 | Espagne bo | 70 - 0 (41 - 0) | Pays-Bas                             | Pins Vens, Sitges 450 spectateurs Arbitre : Mélissa Lebœuf |
| 19 février 2023 13 h 50 | Essai(s) : 12 Piquero (1re), Peña (9e, 39e), Capell (14e, 51e), Vinuesa (21e), Aresti (25e), C.Pérez (28e, 47e), Gayoso (55e), Miguel (70e), Castellucci (77e) Transformation(s) : 5 Peña (10e, 22e, 25e, 51e), Alpín (77e) Carton(s) jaune(s) : 2 Capell (41e), Castellucci (60e) | Rapport         | Carton(s) jaune(s) : 1 de Wild (45e) | Pins Vens, Sitges 450 spectateurs Arbitre : Mélissa Lebœuf |
| 19 février 2023 13 h 50 | | Rapport         |                                      | Pins Vens, Sitges 450 spectateurs Arbitre : Mélissa Lebœuf |

| 25 février 2023 16 h 50 | Espagne bo | 90 - 5 (43 - 0) | Suède                       | Villajoyosa Rugby Stadium, La Vila Joiosa 1 450 spectateurs Arbitre : Maria Heitor |
| 25 février 2023 16 h 50 | Essai(s) : 14 Z.Pérez (4e, 77e), Aresti (11e, 16e), Gorrochategui (18e), Vinuesa (22e, 37e, 45e, 54e), C.Pérez (27e, 42e), Gayoso (56e), Huarte (67e), Alpín (71e) Transformation(s) : 10 Peña (5e, 16e, 24e, 39e, 47e, 55e, 58e, 68e, 72e, 80e+2) | Rapport         | Essai(s) : 1 Palmgren (62e) | Villajoyosa Rugby Stadium, La Vila Joiosa 1 450 spectateurs Arbitre : Maria Heitor |
| 25 février 2023 16 h 50 | | Rapport         |                             | Villajoyosa Rugby Stadium, La Vila Joiosa 1 450 spectateurs Arbitre : Maria Heitor |

## Trophy

### Classement
| Rang | Pays      | J | V | N | D | Bo | Bd | Pm  | Pe  | Diff | Pts |
| ---- | --------- | - | - | - | - | -- | -- | --- | --- | ---- | --- |
| 1    | Portugal  | 4 | 4 | 0 | 0 | 4  | 0  | 181 | 10  | +171 | 20  |
| 2    | Finlande  | 3 | 2 | 0 | 1 | 0  | 0  | 46  | 44  | +2   | 9   |
| 3    | Allemagne | 4 | 2 | 0 | 2 | 0  | 0  | 36  | 83  | -47  | 8   |
| 4    | Tchéquie  | 4 | 1 | 0 | 3 | 1  | 0  | 39  | 87  | -48  | 5   |
| 5    | Belgique  | 3 | 0 | 0 | 3 | 0  | 0  | 36  | 114 | -78  | 1   |

|  | Vainqueur du tournoi |

### Matchs
1re journée
| 22 octobre 2022 11 h 50 | Finlande | 43 - 5 (17 - 5) | Allemagne | Myllypuron nurmikenttä, Helsinki Arbitre : Hana Erika Radochova |
| 22 octobre 2022 11 h 50 | Rapport  |                 |           | Myllypuron nurmikenttä, Helsinki Arbitre : Hana Erika Radochova |
| 22 octobre 2022 11 h 50 |          |                 |           | Myllypuron nurmikenttä, Helsinki Arbitre : Hana Erika Radochova |

| 22 octobre 2022 12 h 20 | Belgique | 5 - 71 (0 - 35) | Portugal | Nelson Mandela Stadium, Bruxelles Arbitre : Nino Eloshvili |
| 22 octobre 2022 12 h 20 | Rapport  |                 |          | Nelson Mandela Stadium, Bruxelles Arbitre : Nino Eloshvili |
| 22 octobre 2022 12 h 20 |          |                 |          | Nelson Mandela Stadium, Bruxelles Arbitre : Nino Eloshvili |

2e journée
| 5 novembre 2022 14 h 20 | Allemagne | 12 - 10 | Tchéquie | Rugby Center, Hürth Arbitre : Maria Heitor |
| 5 novembre 2022 14 h 20 | Rapport   |         |          | Rugby Center, Hürth Arbitre : Maria Heitor |
| 5 novembre 2022 14 h 20 |           |         |          | Rugby Center, Hürth Arbitre : Maria Heitor |

| 19 novembre 2022 13 h 50 | Tchéquie | 29 - 21 (24 - 7) | Belgique | Prague Marketa stadium, Prague Arbitre : Lorena Martinez |
| 19 novembre 2022 13 h 50 | Rapport  |                  |          | Prague Marketa stadium, Prague Arbitre : Lorena Martinez |
| 19 novembre 2022 13 h 50 |          |                  |          | Prague Marketa stadium, Prague Arbitre : Lorena Martinez |

3e journée
| 4 février 2023 15 h 55 | Portugal | 39 - 0 (20 - 0) | Finlande | Car Jamor, Lisbonne Arbitre : Lorena Martinez |
| 4 février 2023 15 h 55 | Rapport  |                 |          | Car Jamor, Lisbonne Arbitre : Lorena Martinez |
| 4 février 2023 15 h 55 |          |                 |          | Car Jamor, Lisbonne Arbitre : Lorena Martinez |

| 4 mars 2023 13 h 50 | Portugal | 51 - 0 (20 - 0) | Tchéquie | Car Jamor, Lisbonne Arbitre : Alexandra Ferre |
| 4 mars 2023 13 h 50 | Rapport  |                 |          | Car Jamor, Lisbonne Arbitre : Alexandra Ferre |
| 4 mars 2023 13 h 50 |          |                 |          | Car Jamor, Lisbonne Arbitre : Alexandra Ferre |

4e journée
| 4 mars 2023 17 h 20 | Belgique | 10 - 14 | Allemagne | Nelson Mandela Stadium, Bruxelles Arbitre : Hana Erika Radochova |
| 4 mars 2023 17 h 20 | Rapport  |         |           | Nelson Mandela Stadium, Bruxelles Arbitre : Hana Erika Radochova |
| 4 mars 2023 17 h 20 |          |         |           | Nelson Mandela Stadium, Bruxelles Arbitre : Hana Erika Radochova |

| 18 mars 2023 13 h 50 | Tchéquie | 0 - 3 (0 - 0) | Finlande | Rugby Club Stadium, Brno-Bystrc Arbitre : Nino Eloshvili |
| 18 mars 2023 13 h 50 | Rapport  |               |          | Rugby Club Stadium, Brno-Bystrc Arbitre : Nino Eloshvili |
| 18 mars 2023 13 h 50 |          |               |          | Rugby Club Stadium, Brno-Bystrc Arbitre : Nino Eloshvili |

5e journée
| 15 avril 2023 14 h 50 | Allemagne | 5 - 20 | Portugal | Rugby Center Hürth, Hürth Arbitre : Petra Druskovic |
| 15 avril 2023 14 h 50 | Rapport   |        |          | Rugby Center Hürth, Hürth Arbitre : Petra Druskovic |
| 15 avril 2023 14 h 50 |           |        |          | Rugby Center Hürth, Hürth Arbitre : Petra Druskovic |

| 30 avril 2023 | Finlande | annulé | Belgique |  |
| 30 avril 2023 | Rapport  |        |          |  |
| 30 avril 2023 |          |        |          |  |